# Monument 100 jaar afschaffing slavernij (Paramaribo)
Er werd in 1963 een  monument voor 100 jaar afschaffing slavernij onthuld aan de Marowijnestraat in Zorg en Hoop in Paramaribo. Hierop staat de tekst: "Deze steen werd hier opgericht op 1 juli 1963 door de Stichting het Surinaams Zorgenkind." De granieten gedenksteen werd geschoten in Afobaka.
De onthulling markeert het eeuwfeest van de afschaffing van de slavernij in Suriname. Aanwezig bij de ceremonie waren de ministers Just Rens van Opbouw, Johan Kraag van Sociale Zaken en John Thijm van Openbare Werken en Verkeer, evenals de voorzitter van de Staten van Suriname, Emile de la Fuente. Een dag eerder werd op de kruising van de Dr. Sophie Redmondstraat en de Zwartenhovenbrugstraat het standbeeld van Kwakoe onthuld dat eveneens herinnert aan de afschaffing van de slavernij.
Het eeuwfeest werd groots gevierd. Het Emancipatie Herdenkingscomité richtte de Stichting Zorgenkind speciaal op voor deze viering. Zelf kwam het voort uit het 75-jarige jubileum in 1938. Zorgenkind kreeg als goed doel mee om landelijk doelstellingen na te streven ten behoeve van de verzorging van verstandelijk en lichamelijk beperkte kinderen. Er werden gouden gedenkpenningen geslagen waarvan de opbrengst ten goede kwam van de stichting.